# Ringin Anom (Karangjati)
Ringin Anom is een bestuurslaag in het regentschap Ngawi van de provincie Oost-Java, Indonesië. Ringin Anom telt 1615 inwoners (volkstelling 2010).